# Посвірж патагонський
Посві́рж патагонський (Sicalis lebruni) — вид горобцеподібних птахів родини саякових (Thraupidae). Мешкає в Патагонії та на Вогняній Землі. Є сестринським видом по відношенню до болівійського посвіржа.

## Опис
Довжина птаха становить 14 см. Виду притаманний статевий диморфізм. У самців обличчя, груди, плечі і живіт світло-жовті, крила сірувато-чорні, спина і хвіст сірі. У самиць живіт жовтуватий, блідіший, ніж у самця, решта тіла світло-сіра.

## Поширення і екологія
Патагонські посвіржі мешкають в Аргентині на південь від Буенос-Айреса і Ла-Пампи та на півночі Вогняній Землі, зокрема в чилійському регіоні Магальянес. Бродячих птахів спостерігали на Фолкленських островах. Патагонські посвіржі живуть в патагонських степах і луках та чагарникових заростях. Зустрічаються на висоті до 1200 м над рівнем моря. Живляться насінням, комахами та іншими безхребетними.